# Tor Lupara
Tor Lupara è una località del comune di Fonte Nuova nella città metropolitana di Roma Capitale.

## Storia
In epoca romana fu vicus romano o castra a difesa di Nomentum, come attestano le tombe rupestri rinvenute in località Quarto Conca e i resti di ville romane (datate 337).
Nel Medioevo fu castrum fortificato. In via della Torre è la torre semaforica eponima che dà il nome al centro abitato, dato che sulla via (probabile traversa all'epoca della Nomentana) si stanziò, nel Medioevo, un nuovo nucleo abitato che dalla torre prese il nome. La torre dapprima si chiamò Torre San Sebastiano: secondo varie leggende, le guardie a difesa della torre impugnavano delle lupare, cosicché la torre cambiò il nome nella maniera odierna. La Torre è attualmente in fase di riassetto e ristrutturazione.
Il centro attuale si sviluppò a partire dal secondo dopoguerra, dagli anni cinquanta in poi, dapprima sulla Nomentana, in località Tecla, poi con diramazioni si estese fino all'espansione attuale, espansione ancora in corso.
Dapprima frazione di Mentana, dal 15/10/2001, in seguito a raccolta di firme e indizione di un referendum popolare, il luogo ora fa parte integrante del nuovo comune di Fonte Nuova.

## Monumenti e luoghi d'interesse

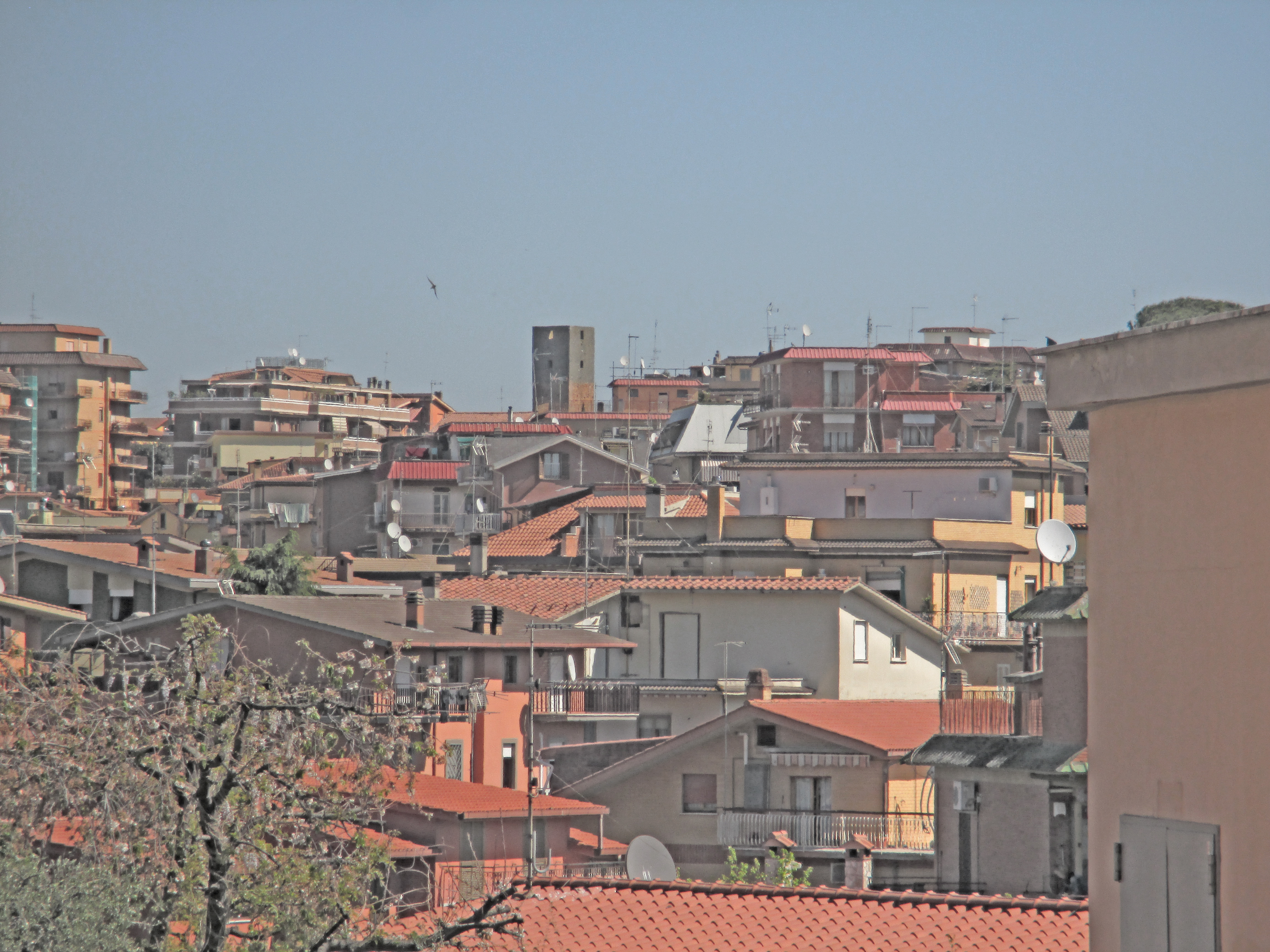
Scorcio di Tor Lupara, in alto al centro si può notare la Torre che dà il nome all'abitato

### Architetture religiose
- Chiesa parrocchiale di Gesù Maestro;
- Chiesa cristiana ortodossa in Via 1º maggio;
- Chiesa parrocchiale di Maria Regina. Fu iniziata a costruire nel 1983. Giovanni Paolo II doveva consacrarla il 1º giugno del 1986 ma una dichiarazione di inagibilità per via dell'elevata sismicità della zona fece innalzare enormemente i prezzi di costruzione con conseguente allungamento dei tempi di lavoro. In seguito un incendio distrusse la chiesa nella notte del 26 ottobre del 1988 prima che fosse terminata.[1]

### Architetture civili
- Torre Lupara
- Casale Tor Sant'Antonio presso l'inizio del centro abitato lato Roma;
- Torraccio in località Torricella ora usato come silo;
- Torre di San Biagio o "Sedia del Diavolo", sita sul Monte Gentile;
- Torre San Salvatoretto, sita sul Monte San Salvatoretto, presso Via Salvatoretto
- Torre de' Tucci o Torre delle Torri, sita presso l'incrocio di Via Torre dei Tucci con Via Torre delle Torri);
- Casale del pera, sita presso Via Due Giugno;

### Siti archeologici
- Tombe rupestri di Quarto Conca
- Una zona archeologica da ascrivere ad una cisterna romana di Nomentum, portata alla luce, durante dei lavori di costruzione di palazzi, presso la zona di via dei Platani e via dei Pini.

## Sport
- In via Gioberti è lo stadio dove gioca la squadra di Tor Lupara 1968, che milita in Promozione
- In via Selva dei Cavalieri è lo "Stadio XII Apostoli" ove giocava la Spes Mentana, che militava in Serie D.
- A Tor Lupara vi sono varie palestre di arti marziali e vari circoli di equitazione; sono presenti inoltre una squadra di volley e una di basket, chiamata S.A.B.